# Hygrophila costata
Hygrophila costata е водно растение, характерно за Южна Америка. Стъблото е с дължина от 25 до 60 см, а листата – около 10 см. Вирее и под вода. Растежът е сравнително бърз, размножава се със семена или вегетативно.
Научното наименование на рода идва от гръцките думи υγρός и φίλος.